# Artipe amyntor
Artipe amyntor är en fjärilsart som beskrevs av Herbst 1804. Artipe amyntor ingår i släktet Artipe och familjen juvelvingar. Inga underarter finns listade i Catalogue of Life.